# سينفستاف
مركز الأبحاث والدراسات المتقدمة للمعهد الوطني متعدد الفنون (بالإسبانية: Centro de Investigación y de Estudios Avanzados del Instituto Politécnico Nacional)‏ ويعرف اختصاراً بـ"سينفستاف" (Cinvestav) هو معهد مكسيكي تعليمي بحثي غير حكومي، تأسس في 17 أبريل 1961 على يد مديرها الأول أدولفو لوبيز ماتيوس.

## أقسام المعهد
- قسم العلوم الطبيعية.
- قسم العلوم الحيوية والصحية.
- قسم التكنولوجيا والهندسة.
- قسم العلوم الاجتماعية والإنسانية.

## وصلات خارجية
- الموقع الرسمي لسينفستاف (بالإسبانية)

‌